# Markus Zberg
Markus Zberg (ur. 27 czerwca 1974 w Altdorfie) – szwajcarski kolarz szosowy i torowy, srebrny medalista szosowych mistrzostw świata.

## Kariera
Pierwszy sukces w karierze Markus Zberg osiągnął w 1991 roku, kiedy zdobył brązowy medal w wyścigu punktowym podczas torowych mistrzostw świata juniorów. W latach 1991 i 1992 był mistrzem kraju w wyścigu ze startu wspólnego juniorów. Ponadto wygrał między innymi Grosser Preis Kanton Zürich w 1993 roku, GP Kanton Genève w 1995 roku, Grand Prix Guillaume Tell rok później, Berner Rundfahrt i Stausee Rundfahrt w 1998 roku, w 1999 roku był najlepszy w wyścigu Mediolan-Turyn, a dwa lata później zwyciężył w Eschborn-Frankfurt City Loop. W międzyczasie wystąpił na szosowych mistrzostwach świata w Weronie, gdzie zdobył srebrny medal w wyścigu ze startu wspólnego. W zawodach tych wyprzedził go jedynie Óscar Freire z Hiszpanii, a trzecie miejsce zajął Francuz Jean-Cyril Robin. W 2000 roku wystartował w tej samej konkurencji na igrzyskach olimpijskich w Sydney, zajmując 20. miejsce. Na rozgrywanych w 2004 roku igrzyskach w Atenach w wyścigu ze startu wspólnego był dwunasty. Dwukrotnie startował w Vuelta a España, przy czym w 1998 roku wygrał dwa etapy i przez dwa dni był liderem. W klasyfikacji generalnej zajął 57. miejsce. Lepiej wypadł rok później, kiedy był trzydziesty, nie wygrał jednak żadnego etapu. Dwukrotnie też startował w Tour de France, lepszy wynik uzyskując w 2000 roku, kiedy zajął 68. miejsce w klasyfikacji generalnej. W 2009 roku zakończył karierę.
Jego brat, Beat oraz siostra, Luzia również byli kolarzami.